# 勞侖茲協變性
物理學中，勞侖茲協變性（英語：Lorentz covariance）是時空的一個關鍵性質，出自於狹義相對論，適用於全域性的場合。局域勞侖茲協變性（英語：Local Lorentz covariance）所指為僅「局域」於各點附近無限小時空區域的勞侖茲協變性，此則出於廣義相對論。勞侖茲協變性有兩個不同、但緊密關聯的意義：
1. 一個物理量要稱為「勞侖茲協變的」（Lorentz covariant），則其是在勞侖茲群的表象下做變換。根據勞侖茲群的表象理論，這些量是以下述的量來建立的：純量、四維矢量、4-張量與旋量。注意到：比如時空距離等純量在勞侖茲變換下保持不變，而被稱為一勞侖茲不變量（Lorentz invariant），亦即它們的變換是在平凡表象。
2. 一方程式被稱為勞侖茲協變性的，是以其可以勞侖茲協變量的形式來寫出（有些混淆的地方是有些人在此處用「不變量」這個詞）。這樣的方程式的關鍵性質為：若其可在一個慣性參考系下成立，則他們可在任何慣性參考系成立（這是「若一張量的所有分量在一參考系中為零，則它們在所有參考系皆會是零」這項事實的結果）。這個條件是相對性原理的一項要求，即在兩個不同的慣性參考系中，所有非重力定律對於在同一時空事件的等同實驗必須做出一樣結果的預測。

注意到：「協變的」這個詞彙的使用不應與概念上相關的「一個協變向量」有所混淆。在流形上，詞彙「協變」與「逆變」指的是客體在廣義座標變換下是採怎樣的轉變方式。較易造成混淆的一點是：協變與逆變四維矢量都可以是勞侖茲協變量。
另有將此概念做推廣，以涵蓋龐加萊協變性與龐加萊不變性。

## 例子
一般來說，一個勞侖茲張量的本質可以利用它帶有指標（含上、下標）的數量來辨識。若不帶有指標則表示它是個純量，若帶有一個指標則表示它是個向量，同理類推。
請注意：閔可夫斯基度規的形式被規定為 {\displaystyle diag(1,-1,-1,-1)} ，這是参考了約翰·傑克森（John D. Jackson）的著作《經典電動力學》中所採用的形式。

### 勞侖茲純量
時空間距：
{\displaystyle \Delta s^{2}=\eta _{ab}x^{a}x^{b}=c^{2}\Delta t^{2}-\Delta x^{2}-\Delta y^{2}-\Delta z^{2}\,}
原時（為一類時間距）：
{\displaystyle \Delta \tau ={\sqrt {\frac {\Delta s^{2}}{c^{2}}}},\,\Delta s^{2}>0}
靜質量：
{\displaystyle m_{0}^{2}c^{2}=\eta _{ab}p^{a}p^{b}={\frac {E^{2}}{c^{2}}}-p_{x}^{2}-p_{y}^{2}-p_{z}^{2}}
電磁學不變量：
{\displaystyle F_{ab}F^{ab}=\ 2\left(B^{2}-{\frac {E^{2}}{c^{2}}}\right)}
{\displaystyle G_{cd}F^{cd}=\epsilon _{abcd}F^{ab}F^{cd}=-{\frac {4}{c}}\left({\vec {B}}\cdot {\vec {E}}\right)}
達朗貝爾/波算符：
{\displaystyle \Box =\eta ^{ab}\partial _{a}\partial _{b}={\frac {1}{c^{2}}}{\frac {\partial ^{2}}{\partial t^{2}}}-{\frac {\partial ^{2}}{\partial x^{2}}}-{\frac {\partial ^{2}}{\partial y^{2}}}-{\frac {\partial ^{2}}{\partial z^{2}}}}
此外还有电荷{\displaystyle q}和光速{\displaystyle c}。

### 勞侖茲四維矢量
四維座標：
{\displaystyle x^{a}=[ct,x,y,z]}
偏微分算符：
{\displaystyle \partial _{a}=\left[{\frac {1}{c}}{\frac {\partial }{\partial t}},{\frac {\partial }{\partial x}},{\frac {\partial }{\partial y}},{\frac {\partial }{\partial z}}\right]}
四維速度：
{\displaystyle U^{a}={\frac {dx^{a}}{d\tau }}=\gamma \left[c,{\frac {dx}{dt}},{\frac {dy}{dt}},{\frac {dz}{dt}}\right]}
四維動量：
{\displaystyle p^{a}=m_{0}U^{a}=\left[{\frac {E}{c}},p_{x},p_{y},p_{z}\right]}
四维波矢：
{\displaystyle k^{a}=\left[{\frac {\omega }{c}},k_{x},k_{y},k_{z}\right]}
四维力：
{\displaystyle f^{a}=\left[{\frac {W}{c}},f_{x},f_{y},f_{z}\right]}
{\displaystyle W}是功率密度。
四維電流密度:
{\displaystyle j^{a}=[c\rho ,j_{x},j_{y},j_{z}]\,}

### 勞侖茲4-張量
克羅內克爾δ：
| {\displaystyle \delta _{b}^{a}={\begin{cases}1,\\0,\end{cases}}} | 如果 a=b, |
| {\displaystyle \delta _{b}^{a}={\begin{cases}1,\\0,\end{cases}}} | 如果 a≠b. |
閔可夫斯基度規：
| {\displaystyle \eta _{ab}=\eta ^{ab}={\begin{cases}+1,\\-1,\\0,\end{cases}}} | 如果 a = b = 0,    |
| {\displaystyle \eta _{ab}=\eta ^{ab}={\begin{cases}+1,\\-1,\\0,\end{cases}}} | 如果 a = b = 1,2,3 |
| {\displaystyle \eta _{ab}=\eta ^{ab}={\begin{cases}+1,\\-1,\\0,\end{cases}}} | 如果 a ≠b.         |
列維-奇維塔符號：
| {\displaystyle \epsilon _{abcd}=-\epsilon ^{abcd}={\begin{cases}+1,\\-1,\\0,\end{cases}}} | 如果 {abcd} 是 {0123} 的偶置换， |
| {\displaystyle \epsilon _{abcd}=-\epsilon ^{abcd}={\begin{cases}+1,\\-1,\\0,\end{cases}}} | 如果 {abcd} 是 {0123} 的奇置换， |
| {\displaystyle \epsilon _{abcd}=-\epsilon ^{abcd}={\begin{cases}+1,\\-1,\\0,\end{cases}}} | 其它。                           |
電磁場張量：
{\displaystyle F_{ab}={\begin{bmatrix}0&E_{x}/c&E_{y}/c&E_{z}/c\\-E_{x}/c&0&-B_{z}&B_{y}\\-E_{y}/c&B_{z}&0&-B_{x}\\-E_{z}/c&-B_{y}&B_{x}&0\end{bmatrix}}}
對偶電磁場張量：
{\displaystyle G_{cd}={\frac {1}{2}}\epsilon _{abcd}F^{ab}={\begin{bmatrix}0&B_{x}&B_{y}&B_{z}\\-B_{x}&0&-E_{z}/c&E_{y}/c\\-B_{y}&E_{z}/c&0&-E_{x}/c\\-B_{z}&-E_{y}/c&E_{x}/c&0\end{bmatrix}}}

## 外部連結
- https://web.archive.org/web/20190123122951/http://www.physics.indiana.edu/~kostelec/faq.html
- https://web.archive.org/web/20080601094838/http://relativity.livingreviews.org/Articles/lrr-2005-5/
- http://www.nature.com/nature/journal/v393/n6687/full/393763a0_fs.html （页面存档备份，存于）
- http://www.nature.com/nature/journal/v424/n6952/full/nature01882.html （页面存档备份，存于）
- http://www.nature.com/nature/journal/v424/n6952/full/4241007a.html （页面存档备份，存于）
- http://scitation.aip.org/getabs/servlet/GetabsServlet?prog=normal&id=PRVDAQ000067000012124011000001